# Subderivada

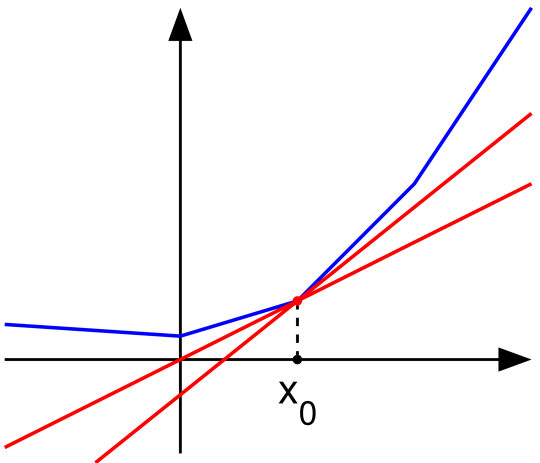
Uma função convexa (em azul) e "linhas subtangentes" em x_{0} (vermelho).

Em matemática, os conceitos de subderivada, subgradiente, e subdiferencial surgem em análise convexa, que é, no estudo de funções convexas, frequentemente conexa à otimização convexa. 
Fazendo-se f:I→R ser uma função convexa expressa no real definida sobre um intervalo aberto da reta dos reais. Tal função pode não ser necessariamente diferenciável em todos os pontos, como por exemplo, o valor absoluto, f(x)=|x|. Entretanto, como visto na imagem à direita (a qual pode ser demonstrada rigorosamente), para qualquer x0 no domínio da função pode-se traçar uma linha a qual cruza o ponto (x0, f(x0)) e a qual é em qualquer lugar tanto toca ou abaixo do gráfico de f. O coeficiente angular desta linha é chamado uma subderivada (porque a linha está sob o gráfico de f). 